# Castronuevo
Castronuevo – gmina w Hiszpanii, w prowincji Zamora, w Kastylii i León, o powierzchni 48,09 km². W 2011 roku gmina liczyła 274 mieszkańców.